# 多鬚石首魚
多鬚石首魚為輻鰭魚綱鱸形目鱸亞目石首魚科的其中一種，分布西大西洋區，從加拿大新斯科細亞至加勒比海、阿根廷海域，體長可達170公分，棲息在沿海沙泥底質海域、河口區，屬肉食性，以甲殼類、魚類及軟體動物為食，可做為食用魚及觀賞魚。